# پفاروایساخ
پفاروایساخ (به آلمانی: Pfarrweisach) یک شهر در آلمان است که در هاسبرگه واقع شده‌است.